# Sant Jordi d'Alfama
Sant Jordi d'Alfama és un nucli de població del municipi de l'Ametlla de Mar, al Baix Ebre. S'hi troba el Castell de Sant Jordi d'Alfama.